# Arthur Keller
Karl Richard Arthur Keller (* 31. Dezember 1868 in Schwiebus, Provinz Brandenburg; † 12. Dezember 1934 in Berlin) war ein deutscher Mediziner.

## Biografie
Arthur Keller studierte Medizin in Halle und Breslau. Von 1896 bis 1902 arbeitete er als Assistenzarzt an der Universitäts-Kinderklinik Breslau unter Adalbert Czerny. 1904 wurde er in Breslau habilitiert.
Ab 1903 arbeitete er als niedergelassener Kinderarzt und Leiter einer Milchsterilisierungsanstalt in Magdeburg. 1906 wurde er Städtischer Kinderarzt und zugleich Oberarzt der Säuglingsabteilung in die Krankenanstalt Magdeburg-Altstadt.
1908 wurde Keller Direktor des Kaiserin-Auguste-Viktoria-Kinderkrankenhauses in Berlin und gleichzeitig zum Professor ernannt. 1926 folgte die Ernennung zum Stadtoberschularzt in Berlin-Mitte und 1932 die Leitung eines Spezialdezernates für geistig abnorme und behinderte Kinder.
Keller war Mitbegründer der Sozialen Pädiatrie in Deutschland und Pionier der Kinder- und Jugendpsychiatrie. Er begründete die Monatsschrift Kinderheilkunde.
Mit Czerny prägte er 1906 den Begriff der „Ernährungsstörung“ des Säuglings.

## Veröffentlichungen (Auswahl)
- mit Walter Birk: Kinderpflege-Lehrbuch. Springer, Berlin 1911; 3. Auflage ebenda 1917.
- mit Kurt Friedel: Deutsche Milchwirtschaft in Wort und Bild. Marhold, Halle 1914.
- Die Pädiatrie in der Weltliteratur der Kriegs- und Kriegsfolgezeit. Pusch, Berlin 1922.
- Kind und Umwelt: Anlage und Erziehung. Ein Kurs für Ärzte und Pädagogen in der Univ. Kinderklinik Berlin 6. bis 8. März 1930. Deuticke, Wien 1930.